# 아미아타산

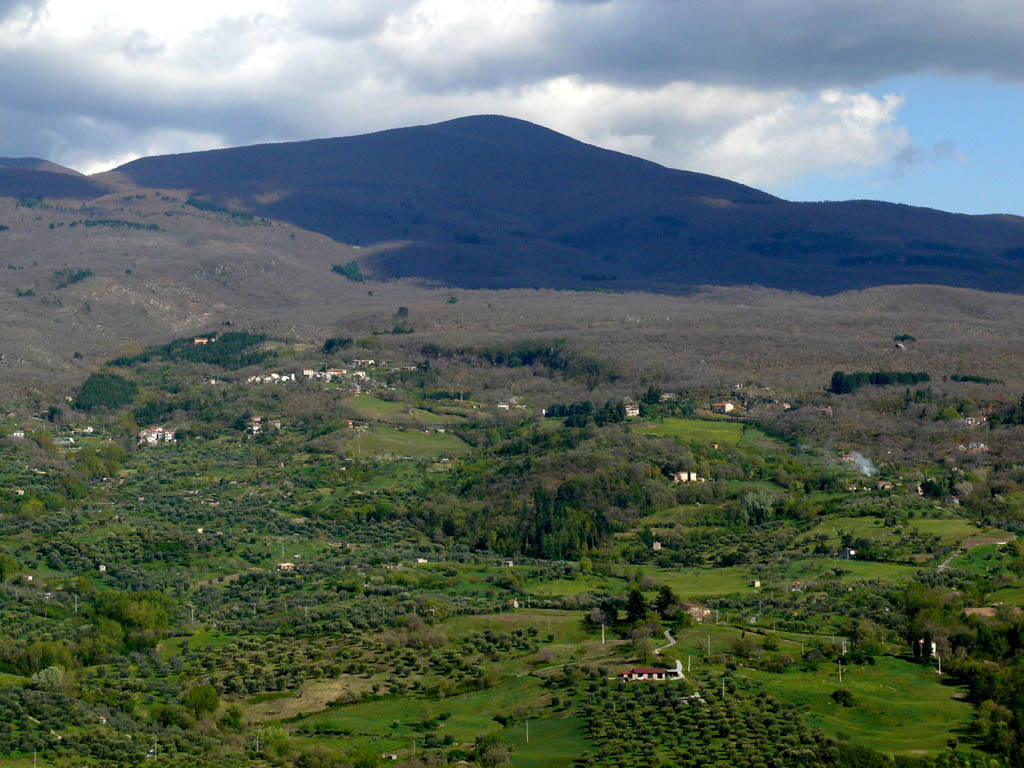
아미아타 산

아미아타산(Monte Amiata)은 이탈리아 토스카나주에 있는 종상 화산이다. 볼세나호에서 북서쪽으로 약 20km 떨어져 있다.